# San Pedro Sacatepéquez (Guatemala)
Pour les articles homonymes, voir San Pedro Sacatepéquez.
San Pedro Sacatepéquez est une ville du Guatemala située dans le département de Guatemala.